# Зайн аль-Абідін
Гіяс ад-Дін Зайн аль-Абідін (д/н — 1470) — 8-й султан Кашміру в 1418—1419 і 1420—1470 роках. Мав прізвисько Буд-шах (Великий володар).

## Життєпис
Походив з династії Шах-Міри (Саїдидів). Син султана Сікандар-шаха I. При народженні отримав ім'я Шахі-хан. У 1413 році після смерті батька трон посів його старший брат Алі-шах I.
1418 року призначений братом керувати султанатом, в той час, як Алі-шах I вирушив у хадж до Мекки. Шахі-хан отримав почесний титул Зайн аль-Абідін. Втім 1419 року Алі-шах I, перебуваючи в Пенджабі, вирішив повернутися до Кашміру. Але в цей час Зайн аль-Абідін фактично став самостійним султаном. Тому Алі-шах звернувся по допомогу раджів князівств Джамму і Раджаурі. Невдовзі Зайн аль-Абідін вимушений був тікати до Сіялкоту, де звернувся по допомогу до військовика Джасрата з індуїстського клану Хохарів. Останній у вирішальний битві 1420 року біля Тханни переміг Алі-шаха I, полонивши того. Султаном знову став Зайн аль-Абідін.
Спочаткуприділивувагу підкоренню князівств, що відпали від Кашмурського султанату за попередника — Лохар, Джамму, Раджаурі, а також дрібні володіння біля Гималаїв.
Значну увагу приділяв поліпшенню господарства, насамперед вирощуванню рису, та торгівлі. Він регулював ціну товарів, стабілізував фінансову систему, зменшивши інфляцію. Було надано численні пільги для селян, зменшені податки, а також приборкано місцевих феодалів. Значну увагу султан приділяв відновленню та розширенню іригаційної системи Кашміру, чого не робили попередні й наступні султани. Також запровадив системну відповідальність сільських громад за місцеві злочини. За його наказом стали карбуватися перші срібні монети з ім'ям султана. Крім того, велося активне будівництво — зводилися нові міста та острови на озерах.
1451 року відновив владу султанату над областями Ладакх (змусив визнати зверхність г'ялпо Лхачен Бгаґана) і Балтистан та містом-державою Атток. Разом з тим встановив мирні політичні стосунки з радпутським кланом Томар з Гваліору (раджами Донгар Сінгхом іКірат Сінгхом), Бенгальським і Гуджаратським султанатами, Сіндським еміратом, спрямовані на протидію Делійському султанату. Крім того, мав гарні відносини з Тимуридами Хорасану і Мавераннахру, що сприяло налагодженню торговельних шляхів до Центральної Азії.
Маючи підтримку з боку клану Хохар султан вирішив віддячити за підтримку й водночас зменшити внутрішню напругу на релігійному ґрунті. Тому скасував джизью, яку запровадив його батько 1400 року. Також заборонявся забій корів, дозволено відбудувати буддистські й індуїстські храми, складати твори і музику на санскриті. Завдяки цьому багато індуїстів повернулося до Кашміру, що сприяло поліпшенню економіки. За наказом султана твори «Махабхарата» і «Раджатарангіні» було перекладено перською мовою.
1460 року внаслідок природних негараздів в султанаті почався голод. З огляду на це було знижено податок з землі на 1/4, а в найбільш постраждалих районах — на 1/7 врожаю. Наприкінці правління проти нього повстали сини Адам-хан, Хаджі-хан і Бахрам-хан. Але султан придушив цей заколот. Помер 1470 року. Йому спадкував син Гайдар-шах.